# Maale Iron
Maale Iron (en hebreu: מעלה עירון) (en àrab: طلعة عارة) és un consell local àrab-israelià que es troba en el Districte de Haifa, a Israel, i forma part de la regió de Wadi Ara. La ciutat està constituïda pels cinc llogarets àrabs de Bayada, Musmus, Salim, Musheyrifa i Zalafa. Els llogarets van ser units pel Ministeri de l'Interior d'Israel per formar el consell local. D'acord amb l'Oficina Central d'Estadístiques d'Israel, Maale Iron tenia una població de 12.100 habitants en 2005, en la seva majoria són ciutadans àrabs musulmans.